# Löwenapotheke (Aschaffenbourg)
La Löwenapotheke à Aschaffenbourg (littéralement « Pharmacie du Lion ») est une maison à colombages située sur la Stiftsplatz qui a été reconstruite entre 1991 et 1995.

## Histoire
L'ancienne Löwenapotheke a été construite au XVIe siècle, elle a été détruite par les raids aériens américains en 1945. Le bâtiment a été construit dans le style dit de transition des colombages d'Allemagne centrale, qui peut être étroitement limité dans le temps à la période de 1470 à 1550. Les bâtiments de ce type se situent entre les colombages purement structurels du Moyen Âge et les bâtiments richement décorés des environs de 1600. Dans le cas de la Löwenapotheke, chaque couche de poutres intégrée ou visible de l'extérieur faisait partie de la construction, mais grâce à l'utilisation d'entretoises courbes, elle offrait un aspect général très harmonieux. Les fermes de ce type qui sont bien conservées ou qui ne sont pas principalement endommagées par des fenêtres encastrées postérieures sont relativement rares, principalement en raison des destructions de la Seconde Guerre mondiale. Un exemple remarquable est la maison haute de Schnatterloch à Miltenberg. Après des années de discussions, dont certaines ont été menées avec véhémence - un bâtiment « ultra-moderne » était également en discussion - la Löwenapotheke a été reconstruite à l'ancienne à l'instigation d'une initiative citoyenne.

## Littérature
- Ernst Schneider : La structure de la « pharmacie du lion » dans le conflit d'opinions, in : Aschaffenburger Jahrbuch 10, 1986, pp. 375-386
- Peter Körner : La pharmacie du lion à Aschaffenburg. Histoire. Destruction. Reconstruction. Aschaffenbourg 1996